# Bolanle Awe
Bolanle Awe (Nigeria, 26 de enero de 1933) es una profesora e historiadora nigeriana.

## Biografía
Awe nació en Nigeria en 1933, y asistió a la Holy Trinity School, en Imofe-Ilesa, la St James Primary School, en Ibadan, y la St Anne's School, también en Ibadan. Tomó su A-levels en la Perse School, en Cambridge. Fue a la Universidad de St Andrews en Escocia, donde obtuvo una maestría en historia, antes de obtener un doctorado en historia por la Universidad de Oxford. Awe regresó a Nigeria, donde se convirtió en conferenciante en la Universidad de Ibadan.
Se capacitó para ser una profesora en la misma universidad y fue una de las historiadoras que permitió que su evidencia incluyera las tradiciones orales. Esto significaba que ella era capaz de averiguar sobre las historias anteriores antes de la llegada de los europeos. También participó activamente en la identificación de cómo se pasaba por alto el papel de las mujeres en la historia y cofundó el Centro de Investigación y Documentación para Mujeres (WORDOC) para promover la coordinación de estudios de investigación de mujeres y nuevas metodologías para estudiar a mujeres nigerianas. En 1982 fue nombrada Oficial de la Orden de la República Federal de Nigeria.
El día de Navidad de 1960 se casó con Olumuyiwa Awe. Su esposo murió en 2013 a la edad de 82 años. Ella fue una de las seis personas que asistieron al premio nobel Wole Soyinka en la fundación de la cofradía nigeriana Asociación Nacional de Seadogs en 1952. Existe cierto debate sobre si fue su esposo el que estuvo involucrado.
En 1998 se retiró del departamento de estudios africanos y al año siguiente publicó un pequeño libro sobre ella misma. Después de su retiro, continuó investigando y en 2005 se convirtió en rectora de la Universidad de Nigeria en Nsukka.